# Glückwunsch (Gedicht)
glückwunsch ist ein Gedicht des österreichischen Lyrikers Ernst Jandl. Es entstand am 28. Juli 1978 und wurde 1980 in Jandls Gedichtband der gelbe hund beim Luchterhand Literaturverlag veröffentlicht. Das Gedicht beginnt mit einem allgemeinen Glückwunsch von allen an jeden, worauf die guten Wünsche Zeile für Zeile durch immer grausamere Folgen aufgehoben werden, die bis zum qualvollen Verbluten des Beglückwünschten reichen.

## Inhalt und Form
Ernst Jandl

glückwunsch

Link zum Volltext des Gedichts (pdf)

(Bitte Urheberrechte beachten)
Jandls Gedicht glückwunsch besteht aus acht Zeilen, die laut Ralph-Rainer Wuthenow „in einem Bertolt Brecht abgelauschten nüchternen Redestil“ stehen. François Bondy betont die strenge Form mit ihrer korrekten Syntax und die durch die zahlreichen Reime verbreitete Harmonie. Anne Uhrmacher fühlt sich durch den „schlichten Charakter des Textes“ auf den ersten Blick an ein Ständchen erinnert, wozu auch das regelmäßige Versmaß mit seinen jambischen Fünfhebern in den Rahmenversen beitrage. Die erste Zeile lautet:
„wir alle wünschen jedem alles gute:“
Es folgen fünf Zeilen, in denen konkrete Wünsche geäußert werden. Sie werden jeweils in einer Anapher mit der Konjugation „daß“ eingeleitet. Während im üblichen Sprachgebrauch Glückwünsche im Indikativ abgefasst werden, stehen die Wünsche im Gedicht durchgängig im formal korrekten, aber gestelzt wirkenden Konjunktiv I. Ungewöhnlich für Jandl ist auch die verschachtelte Satzstruktur mit ihren durch Kommata abgetrennten, eingeschobenen Partizipalsätzen, die laut Uhrmacher „entscheidenden Sinn“ in komplizierter Syntax verbergen. Auch in den Binnenversen herrscht überwiegend der Jambus, allerdings ist er hier unregelmäßig, wobei die resultierenden Betonungen den Schrecken des Inhalts unterstreichen.
Bereits in der zweiten Zeile wird dem lediglich mit dem Pronomen „er“ benannten Adressaten des Gedichts gewünscht, dass ihn ein Schlag verfehlen möge. Dies ist laut Uhrmacher „auch ein Schlag gegen die Erwartungshaltung der Rezipienten“, da die Erwähnung eines Schlages, zudem eines absichtlichen und gezielten, nicht zum gängigen Repertoire von Glückwünschen gehört. In den folgenden Zeilen offenbart jeweils das eingeschobene Partizip die Wirkungslosigkeit des vorigen Wunsches, während in ihrer Brutalität und Grausamkeit immer weiterreichende Wünsche geäußert werden. Trotz der vorgeblich abschwächenden Wünsche steigert sich das Gedicht so zu einer Klimax. Die Glückwünsche lauten, dass der Getroffene nicht sichtbar bluten möge, dass der Blutende nicht verbluten solle, dass der Verblutende zumindest keinen Schmerz empfinde, schließlich dass er, „von schmerz zerfetzt“, zurückfinde zu einem Punkt, „wo er den ersten falschen schritt noch nicht gesetzt –“.
Die einzige männliche Kadenz des Gedichts samt folgendem Gedankenstrich erzwingen eine Lesepause und ein Innehalten, was sich mit dem inhaltlichen Wunsch der Rücknahme, gleichsam des Zurückspulens eines Filmes an den Anfang, verbindet. Schließlich wiederholt die letzte Zeile in einer Permutation den Beginn:
„wir jeder wünschen allen alles gute“
In dieser Wiederholung liegt für Uhrmacher Resignation, sowie „eine Allgemeingültigkeit, etwas Immerwiederkehrendes“. Sie gebe dem Glückwunsch auch die Form eines Rituals.

## Interpretation

### Glückwunsch oder Fluch
Wenn Jandl seine „Mechanik des Schreckens“ als Glückwunsch bezeichne, fragt François Bondy, „wie klänge dann eine Jandlsche Verwünschung?“ Als genau solche sieht Anne Uhrmacher Jandls glückwunsch. Dessen zentrales Wort „blut“ lasse an alte Rituale von Verfluchungen denken. Die Art, wie sich der Segenswunsch in einen Fluch verwandelt, erinnert sie dabei an die ganz ähnliche Metamorphose des Friedensgrußes in falamaleikum. Dabei formuliere Jandl in glückwunsch nicht die Todeswünsche eines einzelnen, sondern – über das einleitende „wir alle“ – jene der gesamten Menschheit frei nach dem Ausspruch „homo homini lupus“ („der Mensch ist dem Menschen ein Wolf“).
Bondy nimmt die Wandlung der Wünschenden von „alle jedem“ zu „jeder allen“ zum Anlass, zwischen dem allgemeinen „alle“ und dem sich aus Einzelnen zusammensetzenden „jeder“ zu unterscheiden. Es gebe im Gedicht zwei Ebenen: die anderen und das Ich, den Betroffenen und seinen Beobachter, eine Art Voyeur, der „zwischen Mitleid und Schadenslust“ schwanke. Mit dem „er“ des Gedichts solle Distanz zum „ich“ geschaffen werden, eine aus Abwehr und Verdrängung „weggewünschte Identität zwischen mir und den andern, den Schmerz- und Todgeweihten“, die dennoch im einleitenden „wir“ verschmelzen.

### Sarkasmus, Zynismus und Lebensangst
Laut Anne Uhrmacher ist das Gedicht von zwei Stilmitteln der Komik geprägt: Sarkasmus und Zynismus. Typisch für den Sarkasmus sei eine Verbindung von Emphase und Ironie, der Übertreibung des Glückwunsches von allen an jeden und seiner permanenten inhaltlichen Verkehrung ins Gegenteil. Der Spott des Gedichtes beruhe auf einer Verzweiflung über die Unentrinnbarkeit des menschlichen Schicksals und dessen Bedrohung durch Gefahren und Tod. Dabei entlarve es die Unmöglichkeit der behaupteten Harmonie zwischen den Menschen und demaskiere die falsche Einhelligkeit des vorgetragenen Wunsches. Mit Zynismus werde das Gefühl von Angst und Schmerz bei der Betrachtung fremden Unglücks abgewehrt und durch Lachen überspielt.
Kurt Neumann verlegt sich hingegen auf eine biografische Betrachtung des Lyrikers: Wenige Tage vor Jandls 53. Geburtstag geschrieben, inmitten drei weiterer am gleichen Tag entstandenen Gedichte mit den Titeln vom aufrechten gang, zur existenz und nostalgisch spreche das Gedicht von „Lebensangst in einer Phase, in der das Altsein durch die Ritzen des Körpers zu kriechen begann“, wenngleich die künstlerische Potenz noch immer ungebrochen vorhanden gewesen sei. So ist glückwunsch für ihn ein „elegantes, leichtes, düsterstes Gedicht, das die unausweichliche Abfolge immer heftiger ausfallender Lebensniederschläge herbeisingt.“

## Rezeption
glückwunsch gehört laut Rolf Jucker – neben etwa talk, falamaleikum, wien: heldenplatz oder schtzngrmm – zu den bekanntesten Gedichten Ernst Jandls. Marcel Reich-Ranicki nahm das Gedicht in seine  Anthologie Der Kanon. Die deutsche Literatur auf.
Jandls Gedicht wurde 1984 von Woody Schabata vertont und gemeinsam mit dem Vienna Art Orchestra auf der Schallplatte bist eulen? eingespielt, die 1985 den Preis der Deutschen Schallplattenkritik erhielt.

## Ausgaben
- Ernst Jandl: der gelbe hund. Luchterhand, Darmstadt 1980, ISBN 3-472-86508-3, S. 30.
- Ernst Jandl: poetische werke 8. Luchterhand, München 1997, ISBN 3-630-86927-0, S. 31.